# Voyage chez les vivants
Pour plus de détails, voir Fiche technique et Distribution.
Voyage chez les vivants est un film suisse réalisé en 1969 par Henry Brandt et sorti en 1970.

## Fiche technique
- Titre : Voyage chez les vivants
- Réalisation : Henry Brandt
- Scénario : Henry Brandt
- Commentaire : Pierre Gascar
- Photographie : Henry Brandt et Jean-Luc Nicollier
- Son : Serge Hertzog, Jean-Marc Payot, Roger Tanner et Jean Kaehr (mixage)
- Montage : Sylvia Bachmann et Claude Chenou
- Musique : Pierre Cavalli
- Société de production : Les Films Henry Brandt
- Pays de production :  Suisse
- Genre : documentaire
- Durée : 91 minutes
- Date de sortie : France - mai 1970 (présentation hors compétition au festival de Cannes)[1]

## Distribution
- Isaac Asimov
- Joseph Faye
- Nini Guérard
- Linus Pauling
- Jean Négroni : voix

## Sélections
- Festival de Cannes 1970